# 後藤祐樹
後藤 祐樹（ごとう ゆうき、本名同じ、1986年〈昭和61年〉7月10日 - ）は、日本の政治家、男性モデル、元歌手、YouTuber、アマチュアキックボクサー。千葉県八街市議会議員（1期）。エクセリング所属。
2000年から2002年まで、ユウキ（YUKI）名義でEE JUMPのメンバーとして活動。EE JUMP脱退後、本名名義でコラムニスト活動も行った。姉は後藤真希。東京都江戸川区出身。

## 来歴

### 生い立ち
後藤家の4人目の子どもとして生まれる（初めての男の子）。父は建設会社に勤務。東京都江戸川区江戸川の一軒家で、姉・父母・祖母の7人で暮らしていた。
小学校4年生ごろの1996年、登山を趣味にしていた父がロッククライミング中に転落死。小学校5、6年生のころ、学校で放火事件を起こし図工室をほぼ全焼させる、全校生徒が校庭に一時避難する大騒ぎとなった。江戸川区立瑞江第三中学校卒業。

### 歌手活動時代
1999年、後藤真希がモーニング娘。としてデビューした直後のイベントで関係者席に家族と座っていたところ、和田薫にスカウトされ、ギターとダンスのレッスンを受け始める。2000年1月、ソニン、ケン（1stシングル発売前に脱退）とともに『EE JUMP』を結成。担当はラップ。2000年10月18日にシングル「LOVE IS ENERGY!」で歌手デビューした。
2001年8月12日、仙台での仕事のため前泊していた八重洲富士屋ホテルから、友達と遊びたいとの理由で抜け出し、ホテルの玄関で女性マネージャーと口論となり暴行、知人と車を呼び寄せて栃木県へ逃亡した。和田はこの事態を重く見て「反省坊主」にするとしたが、のちに譲歩し3か月間の謹慎処分のみとした。その後、当該マネージャーは監督責任を問われて懲戒解雇されている
2002年2月、6thシングル「青春のSUNRISE」の発売とともに復帰。同年3月、中学校を卒業。しかし当時ジャニーズJr.だった友人と東京都新宿区歌舞伎町のキャバクラのVIPルームで飲酒する写真が4月12日発売の写真週刊誌『FRIDAY』（講談社）に掲載されることが発売前日に事務所へ通報される。和田はけじめとして私生活も管理下に置いて芸能活動を継続させると通告したが、それを拒否したためEE JUMPを脱退。その時点でつんく♂は「破門」としたが、芸能界からも追放となり、4月13日にEE JUMPの無期限活動休止（事実上の解散）が発表された。なお、このキャバクラは未成年であると知りながら酒類を提供したことから、摘発後に閉店となった。また、市井紗耶香や矢口真里など数名のハロプロ関係者と性的関係にあったため、事務所の忘年会などは「ナンパされる」という理由で声がかからなかった。

### 芸能界引退後
芸能界引退後は、定時制高校に進学するも半年ほどで中退し、鳶職や実家の居酒屋で従事した。その間に一般の読者モデルとして、ヘア雑誌やバイク雑誌に写真が掲載されている。2005年、19歳で結婚。3児をもうけるが、2007年に離婚。
2007年7月から、主犯格として友人二名と共に建設工事現場に不法侵入し、銅線を盗み転売する銅線窃盗（金属泥棒）を繰り返した。9月26日、東京都渋谷区の工事現場で警備員を殴打し銅線を強奪。10月、共犯者の一人が逮捕される。それを受けた10月19日、一件の犯行のみ家族に打ち明けた。翌20日、弁護士同伴のもと小松川警察署に出頭し、窃盗容疑で逮捕された。警察は複数の犯行を把握しており、警備員への暴行容疑など余罪が追及され、12月4日に強盗致傷罪容疑で再逮捕された。動機は生活費に困ったためと報じられたが、のちの自叙伝ではスリルにのめり込んでしまったと表現している。およそ10件の金属泥棒への関与を認めた。
2008年5月21日、東京地方裁判所にて懲役5年6か月の実刑判決を受ける。控訴はせず、川越少年刑務所に収監された。
2012年10月2日、川越少年刑務所から仮釈放される。同年12月27日発売の『週刊文春』2013年1月3日・10日号における「“金欠”元モー娘。後藤真希復帰プランはイメージビデオ付き写真集?」と題した記事にて、仮釈放したことが報じられるとともに、自身の近況についてインタビューに応じた。
2013年1月7日、入れ墨・彫り師のポータルサイト「タトゥーナビ」にて、連載コラム『後藤祐樹〜自由への疾走〜』がスタート。入れ墨だらけの上半身が露わになった写真と、入れ墨や獄中生活についてのインタビュー記事が掲載された。しかし仮釈放期間中の活動が問題視され、同月下旬には記事の削除および連載中止が発表された。
2013年4月29日、ミリオン出版から、『実話ナックルズ』編集による自叙伝形式の暴露本「懺悔 ゴマキの弟と呼ばれて」を刊行。同年6月19日、東京都世田谷区下北沢の『本屋B&B』においてトークライブ「後藤祐樹くんの未来をみんなで一緒に考えようの会」を開催し、EE JUMP脱退以来11年ぶりに一般観衆の前に姿を現した。同年に刑期満了。
2017年8月25日、Amazon Prime Video配信によるバラエティー番組『今田×東野のカリギュラ』に出演。芸能界引退からおよそ15年ぶりに番組収録に参加した。この時点で次姉の夫の会社でアンテナ工事の職に就いていることや、4年ほど前に知り合った一般女性との再婚を語った。再婚は2015年のことで、その後は義父の空調設備会社にて、ダクト屋として工場での製作や、現場での取り付けに携わる。
2018年3月、江戸川区から千葉県八街市に移住。会社の工場から車で10分の場所に3階建ての一軒家を新築した。八街市について後藤は「飲食店が少ないとか不便な面もあるけど、自然が豊かで静かで、人も優しくて、大型犬を飼うには断然こっちがいい」と述べている。その後は清掃会社を経営。
2021年7月7日より自身のYouTubeチャンネルを開設。11月、ABEMA「朝倉未来にストリートファイトで勝ったら1000万円」企画にて朝倉未来との対戦が発表された（結果は45秒KO負け）。なお、首に入れていた鯉の入れ墨は、これを機に除去すると決めたという。

### 芸能活動再開・八街市議選当選
2022年1月25日、自身のYouTubeチャンネルにて、およそ20年ぶりとなる芸能活動再開を報告した。芸能事務所エクセリングに本名の後藤祐樹名義で所属する。
2023年2月13日、娘の生誕祭で20年ぶりにステージに立ち「おっととっと夏だぜ」を親子で披露した。
2023年8月20日、八街市議会議員選挙へ立候補する。同月27日の投開票の結果、得票数同率2位で当選を果たした。

## 親族
真希は年子の姉であり、真希が9か月のとき祐樹が生まれた。長姉は14歳年上。前妻との間に娘が3人いる。長女は芹澤もあであり、2022年11月3日開催のukkaのワンマンライブ「ALLOUT SECOND」にて芹澤との対談VTRが披露され、親子関係にあると初めて公表された。勧修寺保都、勧修寺玲旺は甥にあたる。
義兄の友人の誕生日会で知り合った現在の妻は真希の夫友達である。現妻とは子宝に恵まれず、不妊治療を開始した。

## 戦績

### アマチュアキックボクシング
| キックボクシング 戦績 | キックボクシング 戦績 | キックボクシング 戦績 | キックボクシング 戦績 | キックボクシング 戦績 | キックボクシング 戦績 | キックボクシング 戦績 |
| --------------------- | --------------------- | --------------------- | --------------------- | --------------------- | --------------------- | --------------------- |
| 2 試合                | (T)KO                 | 判定                  | その他                | 引き分け              | 無効試合              |                       |
| 2 勝                  | 0                     | 2                     | 0                     | 0                     | 0                     |                       |
| 0 敗                  | 0                     | 0                     | 0                     | 0                     | 0                     |                       |

| 勝敗 | 対戦相手   | 試合結果                 | 大会名         | 開催年月日    |
| ○    | たく       | 1分1R+延長2R終了 判定4-1 | BreakingDown 6 | 2022年11月3日 |
| ○    | りょうちん | 1分1R終了 判定3-0        | BreakingDown 4 | 2022年3月21日 |

## 書籍
- 懺悔 ゴマキの弟と呼ばれて（自叙伝。ミリオン出版 2013年4月 ISBN 978-4-8130-2217-6）
- アウトローの哲学 レールのない人生のあがき方（講談社 2022年9月 ISBN 978-4-0652-8502-2）

## 出演
- 今田×東野のカリギュラ（2017年、Amazon Prime Video）
- 大晦日職人歌合戦（2023年、テレビ埼玉）